# LUX (programma)
LUX is een Vlaams cultureel radioprogramma op Radio 1 (Vlaanderen), gepresenteerd door Luc Janssen. Het werd vanaf 2007 ook onder dezelfde naam en hetzelfde concept op televisie uitgezonden op zender Canvas.

## Concept
"Lux" behandelt diverse culturele onderwerpen, waaronder theater, muziek, literatuur, mode, beeldende kunst en gastronomie. In elke uitzending wordt er een gast geïnterviewd over zijn of haar culturele interesses. Het programma was ook een van de eerste cross-mediale uitzendingen, waarbij geïnteresseerden op de website meer informatie kunnen vinden over de behandelde onderwerpen, o.m. aan de hand van film- en audiofragmenten.